# Emotional
 (janvier 2018).
Albums de Falco
Falco 3
(1985) Wiener Blut
(1988)
Singles
1. The Sound of Musik
Sortie : 1er août 1986
2. Coming Home (Jeanny Part 2)
Sortie : 1er novembre 1986
3. Emotional
Sortie : 11 mai 1987

Emotional est le quatrième album du musicien et chanteur pop rock autrichien Falco, le second produit par Bolland & Bolland, et sorti en 1986.
Début 1987, l'album se classe à la 1re place des charts autrichien et norvégien.
Le premier single, The Sound of Music, bénéficie d'un certain succès, même en dehors des pays germanophones.
Le single suivant, Coming Home (Jeanny Part 2, Ein Jahr danach), atteint le sommet des classements allemands. Cette chanson est une suite au morceau Jeanny, (extraite de l'album précédent Falco 3, 1985), parlant d'une jeune femme disparue depuis un an et qui n'a toujours pas été retrouvée .

## Liste des titres
Toutes les chansons sont écrites et composées par Ferdi Bolland, Rob Bolland et Falco.
|       | 'Face A'                                     |      |
| A1.   | Emotional                                    | 4:57 |
| A2.   | Kamikaze Cappa                               | 5:09 |
| A3.   | Crime Time                                   | 4:26 |
| A4.   | Cowboyz and Indianz                          | 5:49 |
| A5.   | Coming Home (Jeanny Part 2, Ein Jahr danach) | 5:34 |
|       | 'Face B'                                     |      |
| B1.   | The Star of Moon and Sun                     | 5:22 |
| B2.   | Les Nouveaux Riches                          | 4:33 |
| B3.   | The Sound of Musik                           | 4:59 |
| B4.   | The Kiss of Kathleen Turner                  | 7:32 |
| 48:21 |                                              |      |

## Crédits
| - Falco : chant - Bolland & Bolland : synthétiseur, claviers (samplers), chœurs (hommes) - Gerbrand Westveen : saxophones (ténor, alto) - Ton op 't Hof : batterie (live et électronique) - Jan Hollestelle : contrebasse (électrique et acoustique) - Lex Bolderdijk : guitare électrique, guitare acoustique - Lisa Boray : chœurs (femme) | - Production, arrangements, composition, programmation (boîte à rythmes, percussions) : Bolland & Bolland (Ferdi Bolland, Rob Bolland) - Ingénierie : John Kriek, Okkie Huysdens - Ingénierie (additionnel) : Alfred Lagarde, Jan Schuurman, John Smit, John Sonneveld, Robin Freeman, Ronald Prent, Shell Schellekens - Mastering : Sönke Bahns - Photographie : Dieter Eikelpoth |